# Juan Matus
Juan Matus – jeden z głównych bohaterów serii książek napisanych przez Carlosa Castanedę.
Według Castanedy, Juan Matus miał być Indianinem z plemienia Yaqui, którego autor spotykał podczas podróży z USA do Meksyku w celu prowadzenia badań antropologicznych. Podczas jednej z pierwszych wizyt Indianin miał wyjaśnić Castanedzie, że jest szamanem z prastarej linii i zaczął uczyć go tolteckiej magii.
Taisha Abelar i Florinda Donner-Grau również pisały o kontaktach z Juanem Matusem, który miał wtedy używać innych pseudonimów jak Mariano Aureliano i John Michael Abelar.
Realne istnienie Juana Matusa, podobnie jak wiarygodność wszystkich 12 książek Castanedy, jest przez środowisko antropologów podważane, a socjolog Marcello Truzzi nazwał legendę o Juanie Matusie „mogą być największym oszustwem w antropologii od czasów człowieka z Piltdown”.